# Marble Bar
Marble Bar is een plaats in de regio Pilbara in West-Australië. Het ligt langs de rivier Coongan, 1.476 kilometer ten noordoosten van Perth, 152 kilometer ten zuidoosten van Port Hedland en 242 kilometer ten noorden van Newman. Het staat bekend om zijn extreem warme weer. In 2021 telde Marble Bar 927 inwoners tegenover 194 in 2006.

## Geschiedenis
De Aborigines van de Nyamal-taalgroep zijn de oorspronkelijke bewoners van de streek. Veetelers vestigden zich in de jaren 1860 in de Pilbara na een verkenningstocht door Augustus Gregory. Na de vondst van goud eind jaren 1880 stroomden goudzoekers toe in de Pilbara. In 1891 vond Francis Jenkins goud nabij Marble Bar en bracht een goldrush op gang. Francis & Co sloegen een waterput waarrond het plaatsje ontstond. De waterput werd niet veel later door de overheid overgenomen. In 1892 werd het Ironclad Hotel gebouwd. In 1893 werd Marble Bar officieel gesticht. Het werd verkeerdelijk naar een ertsafzetting in de rivier Coongan genoemd die geen marmer maar jaspis bleek te zijn. De hoofdstraat werd Jenkins Street genoemd naar de man die de plaatselijke goldrush op gang bracht door zijn goudvondst. Verschillende grote goudklompen werden tijdens de goldrush rond Marble Bar gevonden : de Little Hero (333 ons), de Bobby Dazzler (413 ons) en de General Gordon (332 ons).

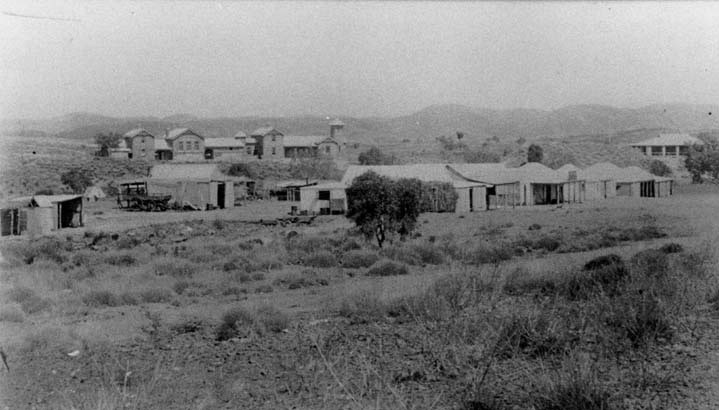
Marble Bar 1898

In 1894-95 werden een aantal overheidsgebouwen opgetrokken, waaronder een post- en telegraafkantoor, een mijnregisterkantoor, een politiekantoor en een rechtbank, die tegenwoordig eigendom zijn van de National Trust. Tegen 1898 waren er een zeventigtal mijnleases actief met een honderdtachtigtal geregistreerde mijnwerkers. In 1904 bouwde de overheid een windmolen en twee watertanks van bijna 23.000 liter aan de waterput. De Marble Bar Road Board werd opgericht. In 1909 werd de spoorweg tussen Port Hedland en Marble Bar geopend. In 1910 werd de Marble Bar State Battery in gebruik genomen. Tegen 1915 waren er een vijfhonderdtal mijnwerkers actief in een radius van 80 kilometer rond Marble Bar en mijnden er naar goud en tin. Tijdens de crisis van de jaren 30 keurde de overheid de Gold  Bounty  Act van 1931 goed. Ze bood een bonus van één Australische pond per ons goud om de goudproductie op te drijven en de economie te helpen tijdens de depressie. Thomas James Starr, Henry Boyd en Gilbert William Robertson hadden geluk en ontwikkelden de Halley’s Comet Gold  Mine.
Tijdens de Tweede Wereldoorlog was het Corunna Downs Airfield, 40 kilometer (in vogelvlucht) van Marble Bar gelegen, een belangrijke uitvalsbasis voor de bommenwerpers van de United States Army Air Forces en de Royal Australian Air Force die Japanse troepen en basissen in Nederlands-Indië bombardeerden. In 1943 werd er luchtafweergeschut geplaatst nabij Marble Bar.
Op 31 mei 1951 werd de spoorweg tussen Port Hedland en Marble Bar buiten bedrijf gesteld vanwege de hoge kosten en lage inkomsten. De Marble Bar Road Board werd de Shire of Marble Bar in 1961. Die werd in 1972 samengevoegd met de Shire of Nullagin tot de Shire of East Pilbara. In 1997 werd een monument opgericht ter ere van de pioniers. In 2006 werd het Ironclad Hotel door de National Trust als erfgoed erkend. In 2010 bouwde Horizon Power in Marble Bar een zonnepanelenpark dat 65% van de energievraag overdag dekt en de verbranding van vierhonderdduizend liter diesel onnodig maakt.

## North Pole
North Pole is een plaats nabij Marble Bar waar in rotsformaties fossielen van de oudste stromatolieten ter wereld zijn gevonden. Er is discussie of dit de oorsprong van het leven 3,45 miljard jaar in het verleden plaatst. Door het nieuws over nog zulke vondsten en de Australische wetten over het verzamelen van fossielen en stenen wordt het raadzaam gevonden om van een van de plaatsen in de toekomst een toeristische attractie, de Dawn of Life Trail, te maken in de hoop de andere vindplaatsen te beschermen.

## Toerisme
Een groep inwoners heeft de Marble Bar Tourist Association opgericht om het toerisme naar Marble Bar aan te doen trekken en de geschiedenis van de streek te bewaren :
- De Marble Bar Heritage Trail is een wandeling langs achttien historische gebouwen of plaatsen.
- Het Marble Bar Museum toont de geschiedenis van Marble Bar en de mijnactiviteiten rondom.
- De Comet Gold Mine is een industrieel museum gevestigd in de oude goudmijn.
- Rondom Marble Bar zijn een aantal kloven met waterpoelen zoals de Dooleena Gorge, de Glenn Herring Gorge, Coppins Gap en de Carrawine Gorge.
- De Marble Bar waarnaar het plaatsje vernoemd is, de Marble Bar Pool en de Chinaman's Pool zijn geschikt om te zwemmen en picknicken.
- Het Corunna Downs Airfield is nog zichtbaar en kan bezocht worden.
- De Pioneer Memorial Wall is een monument voor alle pioniers waarvan de eenzame graven rondom Marble Bar ontdekt werden.
- Op de Jasper Deposit kan men zelf aan de slag als goudzoeker.

## Klimaat
Marble Bar kent een woestijnklimaat met zinderende zomers en warme winters. Marble Bar is, naar de gemiddelde maximumtemperatuur, de op Wyndham na warmste plaats in West-Australië. Marble Bar heeft het wereldrecord voor de langste periode met een temperatuur boven 100° Fahrenheit (37.8° Celsius), 160 dagen van 31 oktober 1923 tot 7 april 1924.
| Maand                                  | jan   | feb  | mrt  | apr  | mei  | jun  | jul  | aug  | sep  | okt  | nov  | dec  | Jaar  |
| -------------------------------------- | ----- | ---- | ---- | ---- | ---- | ---- | ---- | ---- | ---- | ---- | ---- | ---- | ----- |
| Gemiddeld maximum (°C)                 | 40,8  | 39,8 | 38,1 | 36,2 | 31,1 | 27,0 | 27,4 | 30,2 | 34,7 | 38,8 | 40,7 | 41,9 | 35,6  |
| Gemiddeld minimum (°C)                 | 26,5  | 26,0 | 25,2 | 22,0 | 17,1 | 13,3 | 12,1 | 13,0 | 16,7 | 21,8 | 24,1 | 26,2 | 20,3  |
|                                        |       |      |      |      |      |      |      |      |      |      |      |      |       |
| Neerslag (mm)                          | 103,7 | 76,1 | 85,5 | 21,8 | 12,5 | 24,6 | 15,7 | 0,5  | 3,9  | 3,3  | 9,0  | 30,8 | 387,4 |
| Regendagen (dag)                       | 6,9   | 5,7  | 4,8  | 1,5  | 1,6  | 2,0  | 0,8  | 0,2  | 0,4  | 0,4  | 1,2  | 2,7  | 28,2  |
| Relatieve luchtvochtigheid (%)         | 21    | 29   | 28   | 21   | 18   | 23   | 22   | 16   | 14   | 11   | 12   | 17   | 19,3  |
| Bron: Australian Bureau of Meteorology |       |      |      |      |      |      |      |      |      |      |      |      |       |